# Oosterhout (Brabant-Septentrional)
Pour les articles homonymes, voir Oosterhout.
Oosterhout est une ville et une commune des Pays-Bas de la province du Brabant-Septentrional.

## Localités
Baarschot, Den Hout, Dorst, Eind van den Hout, Groenendijk, Heikant, Heistraat, Hespelaar, Oosteind, Oosterhout, Seters, Steelhoven, Steenoven, Ter Aalst, Vijfhuizen et Vrachelen.

## Histoire religieuse

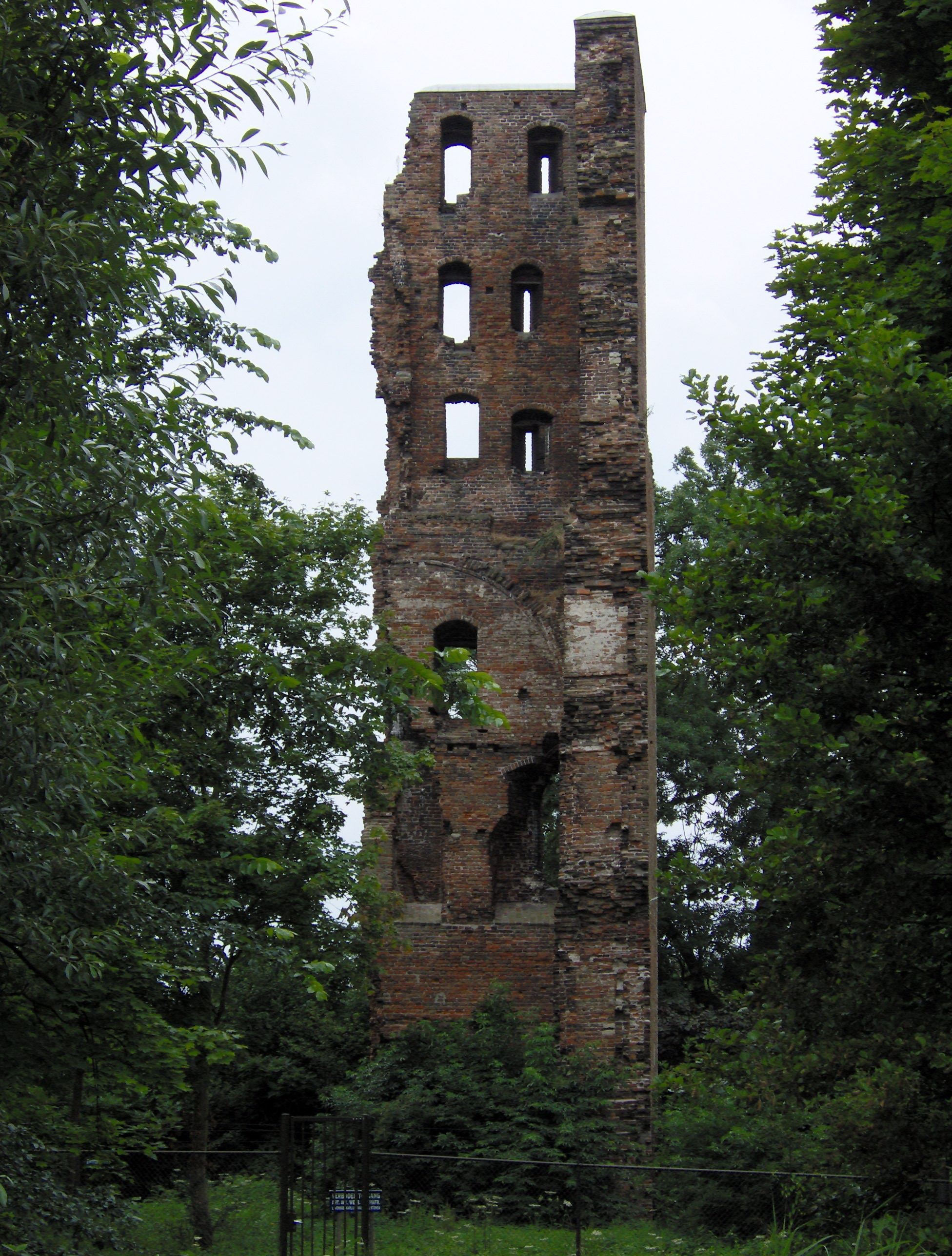
Ruine d'Oosterhout.

Aux XVIe et XVIIe siècles, l'abbaye de Oosterhout eut à souffrir des guerres des Pays-Bas et fut réformée, en 1537, par l'abbé Ambroise van Engelen, puis plus tard, par l'abbé Jean Druys.
Les moines bénédictins de l'abbaye Saint-Paul de Wisques dans le département du Pas-de-Calais en France, à la suite des lois relatives aux associations de 1901, se replièrent à Oosterhout, où ils fondèrent l'abbaye Saint-Paul dont la construction fut confiée à Dom Bellot.

## Personnalités
- Antony Hermus (1973-), chef d'orchestre néerlandais né à Oosterhout.
- Lisa van Ginneken (1972-), femme politique née à Oosterhout.
- Christiaan Snouck Hurgronje (1857-1936), orientaliste néerlandais né à Oosterhout.

## Liens externes

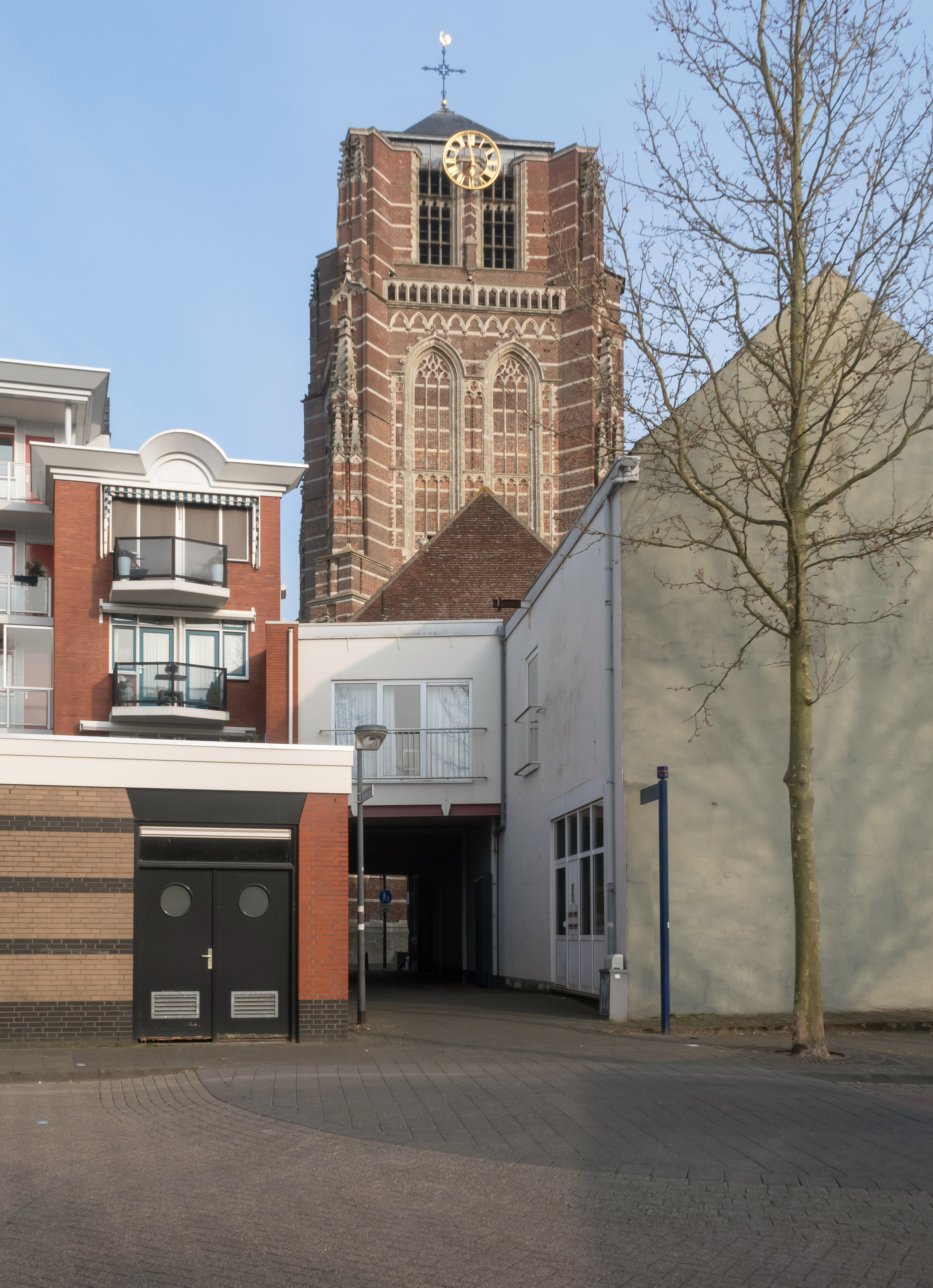
La tour de la basilique Saint-Jean.